# 再使用型宇宙往還機

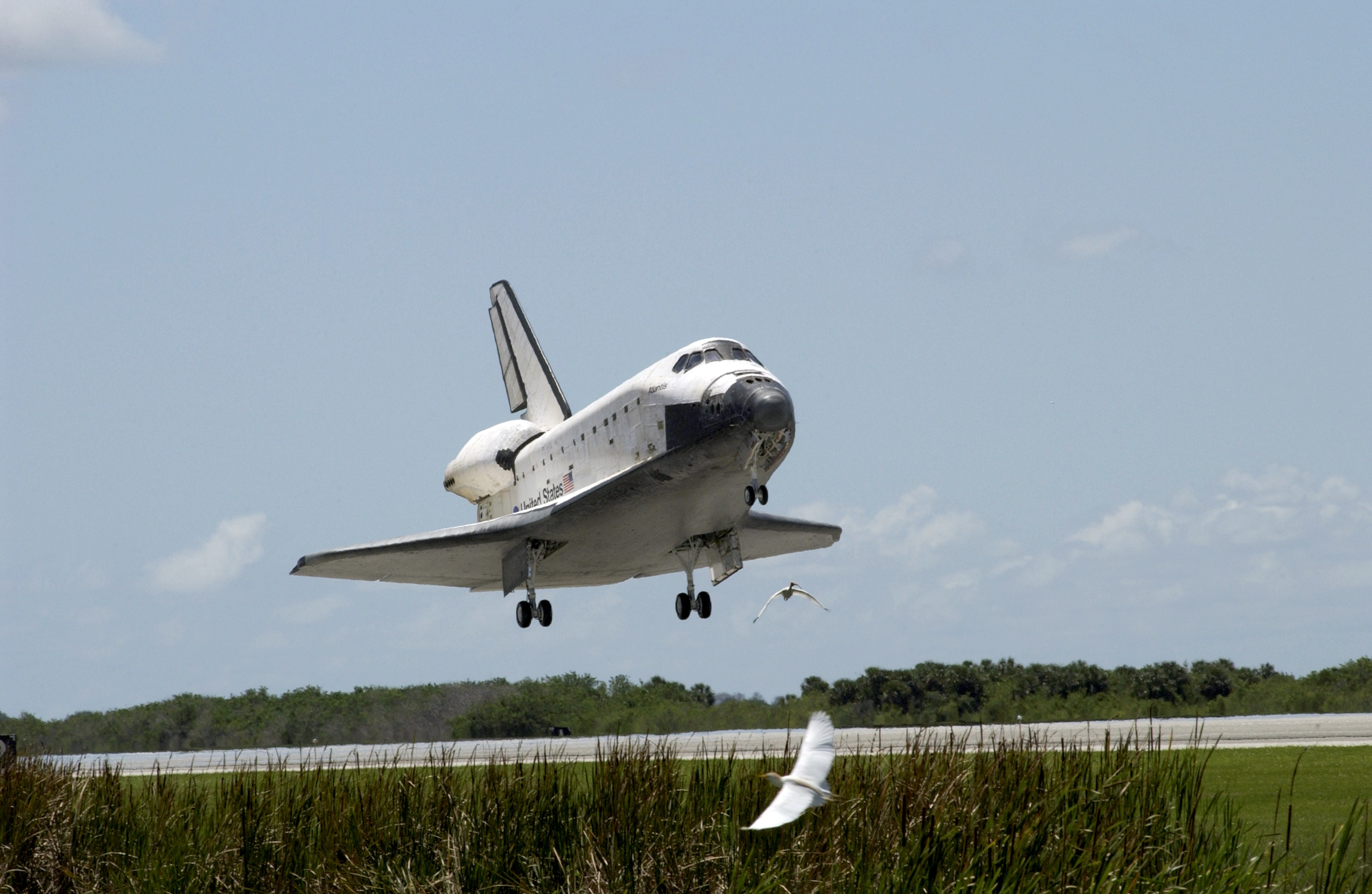
最もRLVに近い宇宙船スペースシャトル

再使用型宇宙往還機（さいしようがたうちゅうおうかんき、英語: Reusable launch vehicle; RLV）とは、宇宙に繰り返し打ち上げることのできる打ち上げ機。使い捨て型ロケット (ELV) と対となる用語である。なお、単段式のRLVはSSTOとも呼ばれる。

## 概要

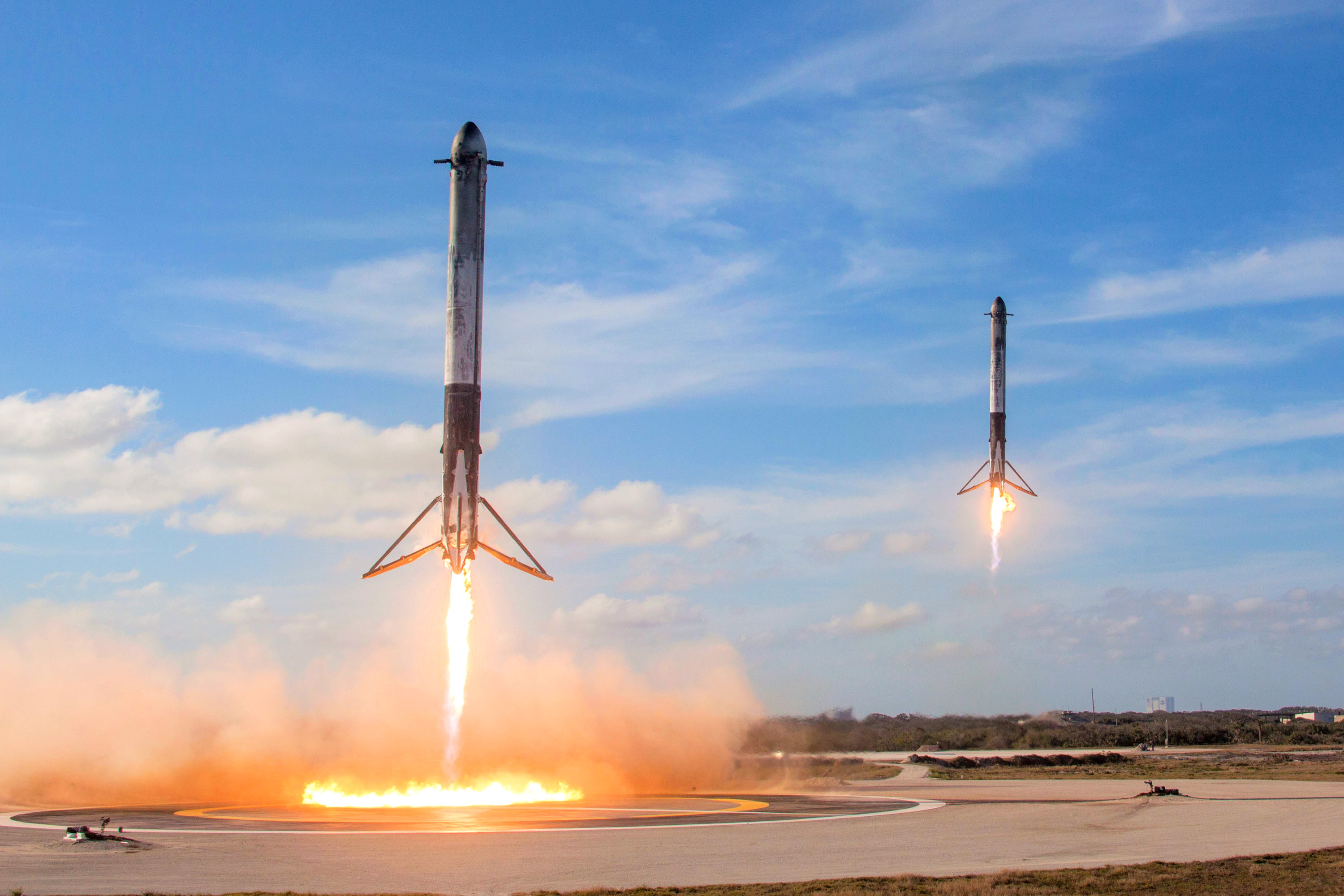
着陸するファルコンヘビーのサイドブースター

1960年代後半以降、各国で盛んに研究が行われたものの、2018年現在、軌道上まで到達できる完全なRLVは存在しない。RLVに最も近い例は2011年に退役したスペースシャトルである。そのオービターとメインエンジン、それに固体燃料ロケットブースタ (SRB) は、数ヶ月のメンテナンスの末、再利用された。外部燃料タンクは廃棄された。その他、軌道には届かないものの、宇宙空間には到達できるRLVとしてスペースシップワンが、1段目のみを再使用するRLVとしてファルコン9/ファルコンヘビーが存在する。
RLVの実現により、1回の打ち上げごとに機体の製造費がかかる使い捨てロケットのコストモデルから、飛行機のような減価償却が可能なコストモデルへと転換が図れ、低コストで信頼性の高い宇宙へのアクセスが提供されると期待されている。これは、スペースシャトルのような初期のRLVでは実現されなかったが、2010年代に実用化されたファルコン9では実際に再使用部分のコストが10%以下に抑えられるなど大きな効果が上がっている。
なお、英語のReusable launch vehicleは文字通り「再利用可能なローンチ・ヴィークル（打ち上げ機）」であるが、日本語訳として用いられる「再使用型宇宙往還機」 の場合、HOPEやX-37といったそれ自体は打ち上げ能力を持たない再使用が可能な宇宙往還機、についても含まれてしまう場合がある。

## 主なRLV
低軌道以上への到達能力を持つRLV。ローンチ・ヴィークルとしての能力を持たない機体は除外する。
| 開発元                   | 名称                   | 画像 | 初出     | 初打ち上げ      | 再利用 | 状態   | 備考 |
| ------------------------ | ---------------------- | ---- | -------- | --------------- | ------ | ------ | --- |
| アメリカ合衆国           | スペースシャトル       |      | 1969年   | 1981年 4月12日  | 部分的 | 退役   | オービターやSRBが再使用されたが、修理費が嵩み、1回あたりの打ち上げ費用は15億ドルにも上った。                                                                            |
| アメリカ合衆国           | サターン・シャトル     |      | 1960年代 |                 | 部分的 | 中止   | |
| アメリカ合衆国           | DC-3                   |      | 1960年代 |                 | 完全   | 中止   | |
| アメリカ合衆国           | シャトル-C             |      | 1984年   |                 | 部分的 | 中止   | 無人機 |
| イギリス                 | HOTOL                  |      | 1985年   |                 | 完全   | 中止   | 構想のみ |
| アメリカ合衆国           | X-30                   |      | 1986年   |                 | 完全   | 中止   | |
| ソビエト連邦             | エネルギア-ブラン      |      | 1960年代 | 1988年 11月15日 | 部分的 | 退役   | |
| ソビエト連邦             | MAKS・スペースプレーン |      | 1988年   |                 | 部分的 | 中止   | |
| ソビエト連邦             | ザーリャ               |      | 1980年代 |                 |        | 中止   | 計画された再使用型VTVL |
| 日本                     | ヤマト                 |      | 1980年代 |                 | 部分的 | 中止   | 10tクラスの日本版スペースシャトル構想 |
| 日本ロケット協会         | 観光丸                 |      | 1993年   |                 | 完全   | 構想   | |
| アメリカ合衆国           | ベンチャースター       |      | 1996年   |                 | 完全   | 中止   | |
| インド                   | アバター               |      | 1998年   |                 |        | 構想   | 宇宙往還機。2001年以降研究中断 |
| スペースX                | ファルコン1            |      |          | 2006年 5月24日  | 部分的 | 中止   | 打ち上げは成功したが、再利用を実現しないまま運用終了 |
| スペースX                | ファルコン9            |      | 2007年   | 2010年 6月4日   | 部分的 | 運用中 | 1段目を再使用。当初は使い捨てで運用されていたが、2017年3月に再使用を達成した。1段目のコストは、再使用により新造の10%以下に抑えられる。                                  |
| リアクション・エンジンズ | スカイロン             |      | 2000年代 |                 | 完全   | 中止   | エアブリージングエンジンを用いる単段式スペースプレーン |
| ウクライナ               | スーラ                 |      | 2006年   |                 | 完全   | 構想   | 計画段階の無人二段式宇宙輸送機 |
| スペースX                | ファルコンヘビー       |      | 2011年   | 2018年 2月6日   | 部分的 | 運用中 | 1段目を再使用 |
| マキーエフロケット設計局 | CORONA                 |      | 2012年   |                 | 完全   | 開発中 | 全長約30m、直径約10mの単段式宇宙輸送機 (SSTO)。打ち上げ時重量295トン、高度200kmの低軌道へ7トンの重量を打ち上げ可能。垂直離着陸可能で100回以上繰り返し再利用可能な想定。 |
| アメリカ合衆国           | XS-1                   |      | 2013年   |                 | 部分的 | 中止   | 1段目のみを再使用 |
| ブルーオリジン           | ニューグレン           |      | 2016年   | 2025年 1月16日  | 部分的 | 開発中 | 1段目を再使用。2025年現在再使用は未達成 |
| スペースX                | スターシップ           |      | 2017年   | 2023年 4月20日  | 完全   | 開発中 | 2024年現在飛行試験中の段階。再使用も開発中でまだ未実施。 |
| ロケット・ラボ           | エレクトロン           |      | 2010年代 | 2017年 5月25日  | 部分的 | 開発中 | 1段目を再使用。2023年現在使い捨てで運用されており再使用は未達成 |
| ロスコスモス             | アムール               |      | 2020年   |                 | 部分的 | 開発中 | 1段目を再使用 |
| ロケット・ラボ           | ニュートロン           |      | 2021年   |                 | 部分的 | 開発中 | 1段目のみ再使用だが、2段目を1段目内に収納するSSTOに近い形状 |
| レラティビティ・スペース | テランR                |      | 2021年   |                 | 部分的 | 開発中 | 当初は完全再使用を目指していたが2023年に1段目のみ再使用の方針に変更。                                                                                                   |
| ランドスペース           | 朱雀3号                |      | 2023年   |                 | 部分的 | 開発中 | 1段目を再使用 |

## 主な準軌道RLV
準軌道（弾道飛行）の能力を持つRLV。Ansari X Prize参加機を始め、民間企業・団体によりこの他にも数多くのRLVが試みられている。
| 開発元                     | 名称               | 画像 | 初出   | 初打ち上げ      | 状態   | 備考                             |
| -------------------------- | ------------------ | ---- | ------ | --------------- | ------ | -------------------------------- |
| アメリカ合衆国             | X-15               |      | 1954年 | 1959年 9月17日  | 退役   |                                  |
| 日本                       | HIMES              |      | 1982年 |                 | 中止   |                                  |
| 日本ロケット協会           | 宇宙丸             |      | 1993年 |                 | 構想   |                                  |
| スケールド・コンポジッツ   | スペースシップワン |      |        | 2003年 12月17日 | 退役   | Ansari X Prize 受賞機            |
| スペースシップ・カンパニー | スペースシップツー |      | 2006年 | 2013年 4月29日  | 退役   | 2021年に乗客を乗せた状態で初飛行 |
| XCORエアロスペース         | Lynx               |      | 2008年 |                 | 中止   | 2016年開発中断                   |
| ブルーオリジン             | ニューシェパード   |      |        | 2015年 4月29日  | 運用中 | 2021年に乗客を乗せた状態で初飛行 |
| 日本                       | 再使用観測ロケット |      | 2008年 |                 | 中止   | RV-X/CALLISTO実験機に移行        |
| SPACE WALKER               | 風神               |      | 2018年 |                 | 開発中 |                                  |